# 谭家金饼

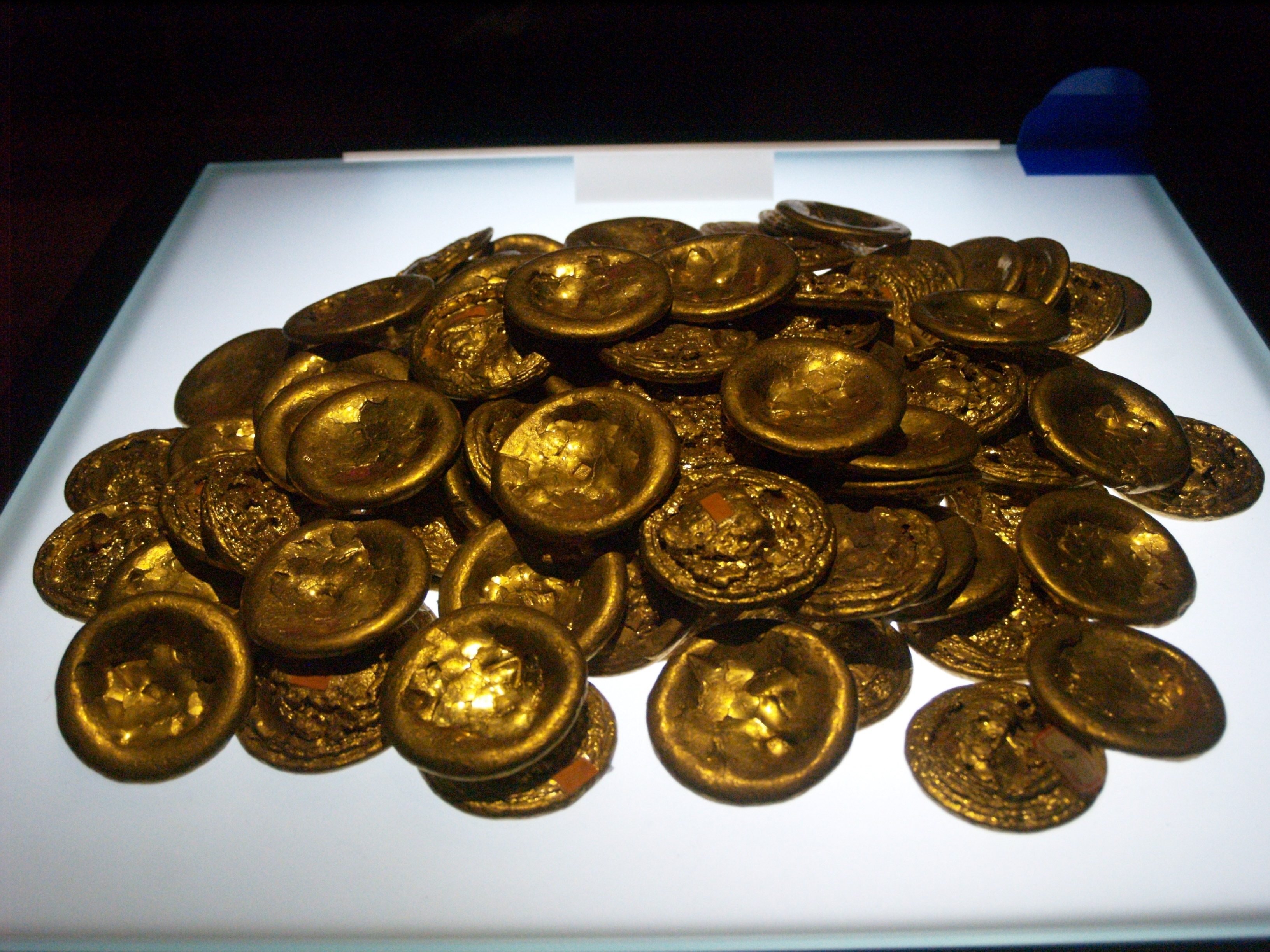
谭家出土的金餅，陝西歷史博物館藏

谭家金饼，1999年11月在中国陕西省西安市未央区谭家乡出土的西汉时期金饼，出自于发现的两个埋藏坑，合计219枚。谭家乡所出土的金饼数量超过1984年之前中国全国入藏金饼的总和。

## 出土鉴定
金饼出土地谭家乡位于西安市北郊，西距汉长安城遗址约4公里，南距唐大明宫遗址约2公里，北方约10公里为渭水，东方5公里为浐河与灞河交汇处，谭家乡一带及周边区域在历史上属汉代中小型墓葬区，地下埋藏十分丰富，曾出土过汉代鎏金错银凤鸟纹铜镇、雁足铜灯、双螭纹玉璲及玉印等文物。1999年11月2日清晨，谭家乡东十里铺村旁新华砖厂的工人正在进行推土机作业，约8时左右，推土机驾驶员和他的同事在推土机履带下发现金饼，随后工地数十名民工对金饼进行哄抢、私分。9时10分，谭家派出所接获报警，民警到场后对现场人员进行控制，并向上级报告。公安未央分局派出160余人增援，对现场人员、设施进行清查，当日收缴金饼52枚，在出土点（1号坑）清理出1枚。11月5日上午，收缴金饼总数达到90余枚；11月7日，达到111枚，最终1号坑共收缴112枚金饼。11月5日，推土机司机又发现一坑金饼（2号坑），经警方现场清点，共107枚。两坑出土金饼合计219枚，总重量54116.1克，为1949年至2003年间单次发现金饼数量最多、重量最大的一批。
金饼埋藏坑位于新华砖厂常年取土形成的大坑的东缘坡地上，由于当时及其后推土机大面积作业，出土现场并无遗迹留存。根据寻访当事人和现场调查，两坑深度距现代耕土层约3到4米，相距约2米，直径估计在0.4-0.5米；坑周围百余平方米范围内并无墓葬遗迹；各坑金饼密集一窝，上下摞叠，取净后坑底为圆弧状。
11月17日，陕西省文物局文物鉴定组受公安部门委托，对最早收缴的93枚金饼做了初步鉴定，鉴定期间2号坑的107枚金饼出土，且后续追缴回收金饼19枚，鉴定组分别将其进行编号、测量和鉴定。自金饼发现，鉴定组曾三次到现场考察，并在11月19日至26日间对全部219枚金饼进行了整理和鉴定。2000年9月，经陕西省文物局协调，2号坑出土的107枚和追回的3枚共110枚金饼移交陕西历史博物馆收藏；另外109枚金饼移交西安市文物保护研究所收藏。

## 形制

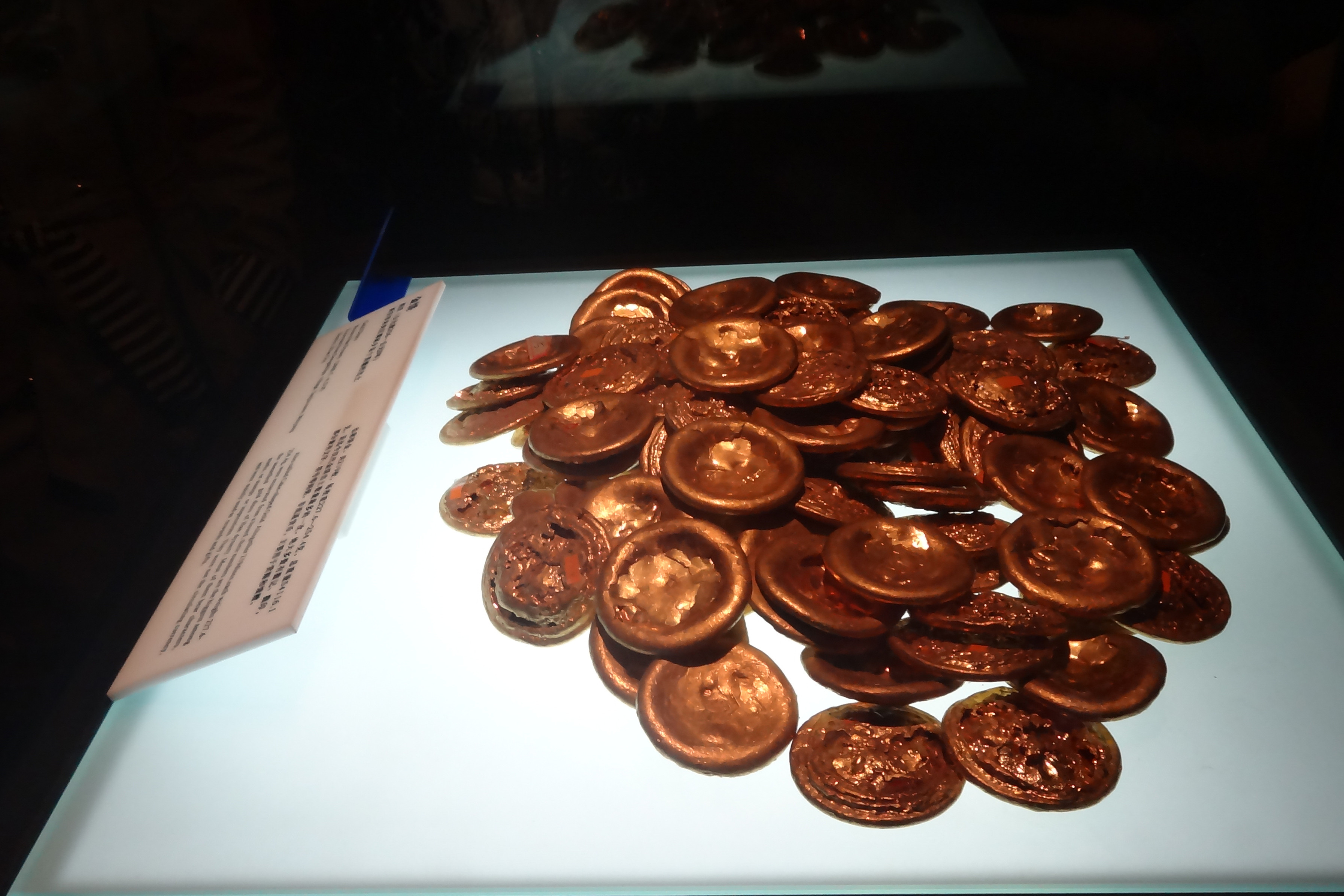
谭家金饼在陕西历史博物馆展示

谭家乡出土的该批金饼形制上较为统一，仅大小、厚薄和重量上略有差异。外观均为圆饼形，背面凸起，底面凹陷。形制上的差异主要体现在凸面，凸面表面粗糙，凹凸不平，有熔铸时留下的瘤疤；普遍有空洞、坑洼现象。凹面中心稍薄，表面光洁，有裂纹状褶皱，多打有戳记、戳印，部分兼有文字或符号刻铭。边缘圆浑，多数轮郭清晰，边轮普遍为卷唇式样，个别打有戳印。
有182枚金饼带有戳记，戳记有近似“V”、“U”、“T”、“S”四种形状，其中V形戳记占到总数的97%以上。有208枚金饼带有戳印，大为矩形，少数为圆形；戳记大小不一，多为阳刻凸文小篆，主要分布于凹面。 有103枚金饼的凹面带有錾刻和刻划现象。
| 参数     | 最小   | 最大   | 平均    | 备注          |
| -------- | ------ | ------ | ------- | ------------- |
| 直径     | 56.7mm | 66.0mm | 63.0mm  | 全部219枚测定 |
| 垂直高度 | 8.2mm  | 16.4mm | 11.9mm  | 全部219枚测定 |
| 唇厚     | 5.8mm  | 7.4mm  | 6.1mm   | 取样15枚测定  |
| 重量     | 227.6g | 254.4g | 247.11g | 全部219枚测定 |